# High Pressure
Pour plus de détails, voir Fiche technique et Distribution.
High Pressure est un film américain réalisé par Mervyn LeRoy, sorti en 1932.

## Fiche technique
- Titre : High Pressure
- Réalisation : Mervyn LeRoy
- Scénario : Joseph Jackson (en) d'après la pièce Hot Money d'Aben Kandel (en)
- Direction artistique : Anton Grot
- Costumes : Earl Luick
- Photographie : Robert Kurrle
- Montage : Ralph Dawson
- Société de production : Warner Bros.
- Pays de production : États-Unis
- Format : Noir et blanc - 1,33:1 - Mono
- Genre : comédie
- Durée : 73 minutes
- Date de sortie : 1932

## Distribution
- William Powell : Gar Evans
- Evelyn Brent : Francine Dale
- George Sidney : Colonel Ginsburg
- John Wray : Jimmy Moore
- Evalyn Knapp : Helen Wilson
- Guy Kibbee : Clifford Gray
- Frank McHugh : Mike Donahey
- Oscar Apfel : Mr Hackett
- Ben Alexander : Geoffrey Weston
- Harold Waldridge : Gus Vanderbilt
- Charles Middleton : Mr Banks
- Harry Beresford : Dr Rudolph Pfeiffer